# Lista generației III de Pokémon

Logo internațional pentru franciza Pokémon

Cea de-a treia generație (generația III) a francizei Pokémon prezintă 135 de creaturi fictive introduse în seria de jocuri video de bază în Game Boy Advance din 2002, Pokémon Ruby and Sapphire. Unele Pokémon din această generație au fost introduse în adaptările animate ale francizei înainte de Ruby și Sapphire.
Următoarea listă detaliază 135 Pokémon din generația III în ordinea numărului lor Pokédex național. Primul Pokemon, Treecko, este numărul 252 iar ultimul, Deoxys, este numărul 386. Formele alternative care au ca rezultat schimbări de tip și Mega Evolutions sunt incluse pentru comoditate.

## Design și dezvoltare
Nintendo Life a remarcat într-o retrospectivă că a treia generație de Pokémon are o "simțire" foarte diferită față de cele două generații care au venit înainte, deoarece aproape toate cele 135 de noi Pokémon - cu excepția lui Azurill și Wynaut - nu au nicio legătură cu cele ale precedentei generații. Spre deosebire de generațiile 1 și 2, două dintre "Pokemon-ul" începător al Ruby și Sapphire au obținut un tip secundar în forma lor finală, oferindu-le o gamă mai largă de abilități. Ruby și Sapphire prezintă două "Pokemonuri mitic" - Jirachi și Deoxys - ambele fiind disponibile pentru a coincide cu filmele anime respective.
Pokémon Ruby and Sapphire au crescut în mod semnificativ cantitatea de Pokemon "Întuneric" și "Oțel" din serie, deoarece doar câțiva Pokémon din generațiile anterioare au folosit aceste tipuri. Hardcore Gamer a remarcat, de asemenea, că mulți dintre noii Pokémon au folosit "dublul tip", unde Pokémon are atât un tip principal cât și un tip secundar; acest lucru nu a fost aproape la fel de comun în Red and Blue sau Gold and Silver.
Un nou tip de mecanică introdus în X și Y numit Mega Evolution - o schimbare temporară a formei asemănătoare evoluției normale - a fost adăugată pentru bătălii mai dinamice și a derivat din conceptele legăturilor și evoluției. O variantă a Mega Evolution numită "Primal Reversion" a fost introdusă în Omega Ruby și Alpha Sapphire; această mecanică este exclusiv legendarului Pokémon Groudon și Kyogre.

## Lista Pokémonilor
| Nume englezesc | Nume japonez   | Număr Pokédex Național | Tipuri    | Tipuri    | Evoluează în                    | Prima apariție    | Note |
| Nume englezesc | Nume japonez   | Număr Pokédex Național | Principal | Secundar  | Evoluează în                    | Prima apariție    | Note |
| -------------- | -------------- | ---------------------- | --------- | --------- | ------------------------------- | ----------------- | --- |
| Treecko        | Kimori         | 252                    | Iarbă     | Iarbă     | Grovyle (#253)                  | Ruby and Sapphire | Are cârlige pe picioare pentru a se cățăra ușor. |
| Grovyle        | Juptile        | 253                    | Iarbă     | Iarbă     | Sceptile (#254)                 | Ruby and Sapphire | |
| Sceptile       | Jukain         | 254                    | Iarbă     | Iarbă     | Mega Evolution                  | Ruby and Sapphire | |
| Torchic        | Achamo         | 255                    | Foc       | Foc       | Combusken (#256)                | Ruby and Sapphire | |
| Combusken      | Wakasyamo      | 256                    | Foc       | Luptător  | Blaziken (#257)                 | Ruby and Sapphire | |
| Blaziken       | Bursyamo       | 257                    | Foc       | Luptător  | Mega Evolution                  | Ruby and Sapphire | |
| Mudkip         | Mizugorou      | 258                    | Apă       | Apă       | Marshtomp (#259)                | Ruby and Sapphire | |
| Marshtomp      | Numacraw       | 259                    | Apă       | Pământ    | Swampert (#260)                 | Ruby and Sapphire | |
| Swampert       | Laglarge       | 260                    | Apă       | Pământ    | Mega Evolution                  | Ruby and Sapphire | |
| Poochyena      | Pochiena       | 261                    | Întuneric | Întuneric | Mightyena (#262)                | Ruby and Sapphire | |
| Mightyena      | Graena         | 262                    | Întuneric | Întuneric | Nu evoluează                    | Ruby and Sapphire | |
| Zigzagoon      | Jiguzaguma     | 263                    | Normal    | Normal    | Linoone (#264)                  | Ruby and Sapphire | |
| Linoone        | Massuguma      | 264                    | Normal    | Normal    | Nu evoluează                    | Ruby and Sapphire | |
| Wurmple        | Kemusso        | 265                    | Gândac    | Gândac    | Silcoon (#266) Cascoon (#268)   | Ruby and Sapphire | |
| Silcoon        | Karasalis      | 266                    | Gândac    | Gândac    | Beautifly (#267)                | Ruby and Sapphire | |
| Beautifly      | Agehunt        | 267                    | Gândac    | Zburător  | Nu evoluează                    | Ruby and Sapphire | |
| Cascoon        | Mayuld         | 268                    | Gândac    | Gândac    | Dustox (#269)                   | Ruby and Sapphire | |
| Dustox         | Dokucale       | 269                    | Gândac    | Otravă    | Nu evoluează                    | Ruby and Sapphire | |
| Lotad          | Hassboh        | 270                    | Apă       | Iarbă     | Lombre (#271)                   | Ruby and Sapphire | |
| Lombre         | Hasubrero      | 271                    | Apă       | Iarbă     | Ludicolo (#272)                 | Ruby and Sapphire | |
| Ludicolo       | Runpappa       | 272                    | Apă       | Iarbă     | Nu evoluează                    | Ruby and Sapphire | |
| Seedot         | Taneboh        | 273                    | Iarbă     | Iarbă     | Nuzleaf (#274)                  | Ruby and Sapphire | |
| Nuzleaf        | Konohana       | 274                    | Iarbă     | Întuneric | Shiftry (#275)                  | Ruby and Sapphire | |
| Shiftry        | Dirteng        | 275                    | Iarbă     | Întuneric | Nu evoluează                    | Ruby and Sapphire | Design inspirat de creatura mitologică japoneză Tengu. |
| Taillow        | Subame         | 276                    | Normal    | Zburător  | Swellow (#277)                  | Ruby and Sapphire | |
| Swellow        | Ohsubame       | 277                    | Normal    | Zburător  | Nu evoluează                    | Ruby and Sapphire | |
| Wingull        | Camome         | 278                    | Apă       | Zburător  | Pelipper (#279)                 | Ruby and Sapphire | |
| Pelipper       | Pelipper       | 279                    | Apă       | Zburător  | Nu evoluează                    | Ruby and Sapphire | |
| Ralts          | Ralts          | 280                    | Psihic    | Zână      | Kirlia (#281)                   | Ruby and Sapphire | |
| Kirlia         | Kirlia         | 281                    | Psihic    | Zână      | Gardevoir (#282) Gallade (#475) | Ruby and Sapphire | |
| Gardevoir      | Sirnight       | 282                    | Psihic    | Zână      | Mega Evolution                  | Ruby and Sapphire | |
| Surskit        | Ametama        | 283                    | Gândac    | Apă       | Masquerain (#284)               | Ruby and Sapphire | |
| Masquerain     | Amemoth        | 284                    | Gândac    | Zburător  | Nu evoluează                    | Ruby and Sapphire | |
| Shroomish      | Kinococo       | 285                    | Iarbă     | Iarbă     | Breloom (#286)                  | Ruby and Sapphire | |
| Breloom        | Kinogassa      | 286                    | Iarbă     | Luptător  | Nu evoluează                    | Ruby and Sapphire | |
| Slakoth        | Namakero       | 287                    | Normal    | Normal    | Vigoroth (#288)                 | Ruby and Sapphire | |
| Vigoroth       | Yarukimono     | 288                    | Normal    | Normal    | Slaking (#289)                  | Ruby and Sapphire | |
| Slaking        | Kekking        | 289                    | Normal    | Normal    | Nu evoluează                    | Ruby and Sapphire | |
| Nincada        | Tutinin        | 290                    | Gândac    | Pământ    | Ninjask (#291) Shedinja (#292)  | Ruby and Sapphire | |
| Ninjask        | Tekkanin       | 291                    | Gândac    | Zburător  | Nu evoluează                    | Ruby and Sapphire | |
| Shedinja       | Nukenin        | 292                    | Gândac    | Fantomă   | Nu evoluează                    | Ruby and Sapphire | Atunci când un Nincada evoluează într-un Ninjask și există un spațiu suplimentar în petrecerea jucătorului, un Shedinja este creat din exoscheletul Nincada. |
| Whismur        | Gonyonyo       | 293                    | Normal    | Normal    | Loudred (#294)                  | Ruby and Sapphire | |
| Loudred        | Dogohmb        | 294                    | Normal    | Normal    | Exploud (#295)                  | Ruby and Sapphire | |
| Exploud        | Bakuong        | 295                    | Normal    | Normal    | Nu evoluează                    | Ruby and Sapphire | |
| Makuhita       | Makunoshita    | 296                    | Luptător  | Luptător  | Hariyama (#297)                 | Ruby and Sapphire | |
| Hariyama       | Hariteyama     | 297                    | Luptător  | Luptător  | Nu evoluează                    | Ruby and Sapphire | |
| Azurill        | Ruriri         | 298                    | Normal    | Zână      | Marill (#183)                   | Ruby and Sapphire | |
| Nosepass       | Nosepass       | 299                    | Piatră    | Piatră    | Probopass (#476)                | Ruby and Sapphire | |
| Skitty         | Eneco          | 300                    | Normal    | Normal    | Delcatty (#301)                 | Ruby and Sapphire | |
| Delcatty       | Enekororo      | 301                    | Normal    | Normal    | Nu evoluează                    | Ruby and Sapphire | |
| Sableye        | Yamirami       | 302                    | Întuneric | Fantomă   | Mega Evolution                  | Ruby and Sapphire | Design inspirat de goblina Hopkinsville, o creatură asemănătoare extratereștrilor a fost văzută în Kentucky în anii 1950. |
| Mawile         | Kucheat        | 303                    | Oțel      | Zână      | Mega Evolution                  | Ruby and Sapphire | Design inspirat de japonezul yōkai Futakuchi-onna, o femeie despre care se spune că are o a doua gură pe spatele capului într-o poveste cu privire la dieta extremă. |
| Aron           | Cokodora       | 304                    | Oțel      | Piatră    | Lairon (#305)                   | Ruby and Sapphire | |
| Lairon         | Kodora         | 305                    | Oțel      | Piatră    | Aggron (#306)                   | Ruby and Sapphire | |
| Aggron         | Bossgodora     | 306                    | Oțel      | Piatră    | Mega Evolution                  | Ruby and Sapphire | |
| Meditite       | Asanan         | 307                    | Luptător  | Psihic    | Medicham (#308)                 | Ruby and Sapphire | |
| Medicham       | Charem         | 308                    | Luptător  | Psihic    | Mega Evolution                  | Ruby and Sapphire | |
| Electrike      | Rakurai        | 309                    | Electric  | Electric  | Manectric (#310)                | Ruby and Sapphire | |
| Manectric      | Livolt         | 310                    | Electric  | Electric  | Mega Evolution                  | Ruby and Sapphire | Design inspirat de creatura mitologică japoneză Raijū, o ființă compusă exclusiv din trăsnet, despre care se spune că a preluat multe forme cvadrupedale. |
| Plusle         | Plusle/Prasle  | 311                    | Electric  | Electric  | Nu evoluează                    | Ruby and Sapphire | |
| Minun          | Minun          | 312                    | Electric  | Electric  | Nu evoluează                    | Ruby and Sapphire | |
| Volbeat        | Barubeat       | 313                    | Gândac    | Gândac    | Nu evoluează                    | Ruby and Sapphire | |
| Illumise       | Illumise       | 314                    | Gândac    | Gândac    | Nu evoluează                    | Ruby and Sapphire | |
| Roselia        | Roselia        | 315                    | Iarbă     | Otravă    | Roserade (#407)                 | Ruby and Sapphire | |
| Gulpin         | Gokulin        | 316                    | Otravă    | Otravă    | Swalot (#317)                   | Ruby and Sapphire | |
| Swalot         | Marunoom       | 317                    | Otravă    | Otravă    | Nu evoluează                    | Ruby and Sapphire | |
| Carvanha       | Kibanha        | 318                    | Apă       | Întuneric | Sharpedo (#319)                 | Ruby and Sapphire | |
| Sharpedo       | Samehader      | 319                    | Apă       | Întuneric | Mega Evolution                  | Ruby and Sapphire | |
| Wailmer        | Hoeruko        | 320                    | Apă       | Apă       | Wailord (#321)                  | Ruby and Sapphire | |
| Wailord        | Whaloh         | 321                    | Apă       | Apă       | Nu evoluează                    | Ruby and Sapphire | În prezent, acesta este cel mai mare Pokemon din lume. |
| Numel          | Donmel         | 322                    | Foc       | Pământ    | Camerupt (#323)                 | Ruby and Sapphire | |
| Camerupt       | Bakuuda        | 323                    | Foc       | Pământ    | Mega Evolution                  | Ruby and Sapphire | |
| Torkoal        | Cotoise        | 324                    | Foc       | Foc       | Nu evoluează                    | Ruby and Sapphire | |
| Spoink         | Baneboo        | 325                    | Psihic    | Psihic    | Grumpig (#326)                  | Ruby and Sapphire | |
| Grumpig        | Boopig         | 326                    | Psihic    | Psihic    | Nu evoluează                    | Ruby and Sapphire | |
| Spinda         | Patcheel       | 327                    | Normal    | Normal    | Nu evoluează                    | Ruby and Sapphire | Din cauza tiparelor generate la întâmplare, pot exista 4.294.967,.96 variații diferite ale Spinda în joc. Junichi Masuda a remarcat că a trebuit să se facă multe planuri și discuții pentru a face acest lucru fezabil în joc și, din acest motiv, Spinda a devenit un Pokemon favorit al lui. |
| Trapinch       | Nuckrar        | 328                    | Pământ    | Pământ    | Vibrava (#329)                  | Ruby and Sapphire | |
| Vibrava        | Vibrava        | 329                    | Pământ    | Dragon    | Flygon (#330)                   | Ruby and Sapphire | |
| Flygon         | Flygon         | 330                    | Pământ    | Dragon    | Nu evoluează                    | Ruby and Sapphire | O Mega Evolution trebuia să fie în joc, dar au anulat-o din cauza problemelor de design. |
| Cacnea         | Sabonea        | 331                    | Iarbă     | Iarbă     | Cacturne (#332)                 | Ruby and Sapphire | |
| Cacturne       | Noctus         | 332                    | Iarbă     | Întuneric | Nu evoluează                    | Ruby and Sapphire | Ei așteaptă în deșert pentru ca expeditorii să cadă de epuizare, apoi atacă. |
| Swablu         | Tyltto         | 333                    | Normal    | Zburător  | Altaria (#334)                  | Ruby and Sapphire | |
| Altaria        | Tyltalis       | 334                    | Dragon    | Zburător  | Mega Evolution                  | Ruby and Sapphire | |
| Zangoose       | Zangoose       | 335                    | Normal    | Normal    | Nu evoluează                    | Ruby and Sapphire | |
| Seviper        | Habunake       | 336                    | Otravă    | Otravă    | Nu evoluează                    | Ruby and Sapphire | |
| Lunatone       | Lunatone       | 337                    | Piatră    | Psihic    | Nu evoluează                    | Ruby and Sapphire | |
| SolPiatră      | SolPiatră      | 338                    | Piatră    | Psihic    | Nu evoluează                    | Ruby and Sapphire | |
| Barboach       | Dojoach        | 339                    | Apă       | Pământ    | Whiscash (#340)                 | Ruby and Sapphire | |
| Whiscash       | Namazun        | 340                    | Apă       | Pământ    | Nu evoluează                    | Ruby and Sapphire | Designul lui Whiscash a fost inspirat de mozaicul Namazu, un somn gigant, despre care se spune că provoacă cutremure. |
| Corphish       | Heigani        | 341                    | Apă       | Apă       | Crawdaunt (#342)                | Ruby and Sapphire | |
| Crawdaunt      | Shizariger     | 342                    | Apă       | Întuneric | Nu evoluează                    | Ruby and Sapphire | |
| Baltoy         | Yajilon        | 343                    | Pământ    | Psihic    | Claydol (#344)                  | Ruby and Sapphire | |
| Claydol        | Nendoll        | 344                    | Pământ    | Psihic    | Nu evoluează                    | Ruby and Sapphire | |
| Lileep         | Lilyla         | 345                    | Piatră    | Iarbă     | Cradily (#346)                  | Ruby and Sapphire | |
| Cradily        | Yuradle        | 346                    | Piatră    | Iarbă     | Nu evoluează                    | Ruby and Sapphire | |
| Anorith        | Anopth         | 347                    | Piatră    | Gândac    | Armaldo (#348)                  | Ruby and Sapphire | |
| Armaldo        | Armaldo        | 348                    | Piatră    | Gândac    | Nu evoluează                    | Ruby and Sapphire | |
| Feebas         | Hinbass        | 349                    | Apă       | Apă       | Milotic (#350)                  | Ruby and Sapphire | |
| Milotic        | Milokaross     | 350                    | Apă       | Apă       | Nu evoluează                    | Ruby and Sapphire | Se spune că este cel mai frumos Pokémon. Multe dintre cele mai cunoscute opere de artă îl includ. |
| Castform       | Powalen        | 351                    | Normal    | Normal    | Nu evoluează                    | Ruby and Sapphire | Capabil să schimbe între cele patru forme, în funcție de efectele meteorologice în luptă. |
| Castform       | Powalen        | 351                    | Foc       | Foc       | Nu evoluează                    | Ruby and Sapphire | "Sunny Form" Această formulă apare atunci când soarele îi atinge corpul. |
| Castform       | Powalen        | 351                    | Apă       | Apă       | Nu evoluează                    | Ruby and Sapphire | "Rainy Form" Această formă apare când ploaia îi lovește corpul |
| Castform       | Powalen        | 351                    | Gheață    | Gheață    | Nu evoluează                    | Ruby and Sapphire | "Snowy Form" Această formă apare atunci când zăpada îi lovește corpul. |
| Kecleon        | Kakureon       | 352                    | Normal    | Normal    | Nu evoluează                    | Ruby and Sapphire | Modelul roșu de zigzag pe corpul său arată întotdeauna, chiar și atunci când devine invizibil. |
| Shuppet        | Kagebouzu      | 353                    | Fantomă   | Fantomă   | Banette (#354)                  | Ruby and Sapphire | |
| Banette        | Juppeta        | 354                    | Fantomă   | Fantomă   | Mega Evolution                  | Ruby and Sapphire | Povestea de origine fictivă a lui Banette afirmă că era o păpușă de pluș care a fost aruncată de un copil și că "sentimentele de ură erau atât de puternice încât a venit la viață pentru a se răzbuna"" |
| Duskull        | Yomawaru       | 355                    | Fantomă   | Fantomă   | Dusclops (#356)                 | Ruby and Sapphire | Designul lui Duskull și evoluția lui sunt inspirat de mumiile și de fantoma japoneză Chōchin-obake. |
| Dusclops       | Samayouru      | 356                    | Fantomă   | Fantomă   | Dusknoir (#477)                 | Ruby and Sapphire | |
| Tropius        | Tropius        | 357                    | Iarbă     | Zburător  | Nu evoluează                    | Ruby and Sapphire | |
| Chimecho       | Chirean        | 358                    | Psihic    | Psihic    | Nu evoluează                    | Ruby and Sapphire | |
| Absol          | Absol          | 359                    | Întuneric | Întuneric | Mega Evolution                  | Ruby and Sapphire | Știe când se va produce un dezastru. |
| Wynaut         | Sohnano        | 360                    | Psihic    | Psihic    | Wobbuffet (#202)                | Ruby and Sapphire | |
| Snorunt        | Yukiwarashi    | 361                    | Gheață    | Gheață    | Glalie (#362) Froslass (#478)   | Ruby and Sapphire | |
| Glalie         | Onigohri       | 362                    | Gheață    | Gheață    | Mega Evolution                  | Ruby and Sapphire | |
| Spheal         | Tamazarashi    | 363                    | Gheață    | Apă       | Sealeo (#364)                   | Ruby and Sapphire | |
| Sealeo         | Todoggler      | 364                    | Gheață    | Apă       | Walrein (#365)                  | Ruby and Sapphire | |
| Walrein        | Todoseruga     | 365                    | Gheață    | Apă       | Nu evoluează                    | Ruby and Sapphire | |
| Clamperl       | Pearlulu       | 366                    | Apă       | Apă       | Huntail (#367) Gorebyss (#368)  | Ruby and Sapphire | |
| Huntail        | Huntail        | 367                    | Apă       | Apă       | Nu evoluează                    | Ruby and Sapphire | |
| Gorebyss       | Sakurabyss     | 368                    | Apă       | Apă       | Nu evoluează                    | Ruby and Sapphire | |
| Relicanth      | Glanth         | 369                    | Apă       | Piatră    | Nu evoluează                    | Ruby and Sapphire | |
| Luvdisc        | Lovecus        | 370                    | Apă       | Apă       | Nu evoluează                    | Ruby and Sapphire | Diverși critici îl consideră pe Luvdisc printre cei mai "inutili" și "încețoșat concepuți" Pokémoni. |
| Bagon          | Tatsubay       | 371                    | Dragon    | Dragon    | Shelgon (#372)                  | Ruby and Sapphire | Visează să zboare într-o zi, se aruncă de pe stânci. Își întărește capul în acest fel. |
| Shelgon        | Komoruu        | 372                    | Dragon    | Dragon    | Salamence (#373)                | Ruby and Sapphire | |
| Salamence      | Bohmander      | 373                    | Dragon    | Zburător  | Mega Evolution                  | Ruby and Sapphire | |
| Beldum         | Dumbber        | 374                    | Oțel      | Psihic    | Metang (#375)                   | Ruby and Sapphire | |
| Metang         | Metang         | 375                    | Oțel      | Psihic    | Metagross (#376)                | Ruby and Sapphire | |
| Metagross      | Metagross      | 376                    | Oțel      | Psihic    | Mega Evolution                  | Ruby and Sapphire | |
| Regirock       | RegiPiatră     | 377                    | Piatră    | Piatră    | Nu evoluează                    | Ruby and Sapphire | |
| Regice         | RegGheață      | 378                    | Gheață    | Gheață    | Nu evoluează                    | Ruby and Sapphire | |
| RegiOțel       | RegiOțel       | 379                    | Oțel      | Oțel      | Nu evoluează                    | Ruby and Sapphire | |
| Latias         | Latias         | 380                    | Dragon    | Psihic    | Mega Evolution                  | Ruby and Sapphire | |
| Latios         | Latios         | 381                    | Dragon    | Psihic    | Mega Evolution                  | Ruby and Sapphire | |
| Kyogre         | Kaiorga/Kyogre | 382                    | Apă       | Apă       | Primal Reversion                | Ruby and Sapphire | |
| Groudon        | Groudon        | 383                    | Pământ    | Pământ    | Primal Reversion                | Ruby and Sapphire | |
| Rayquaza       | Rayquaza       | 384                    | Dragon    | Zburător  | Mega Evolution                  | Ruby and Sapphire | |
| Jirachi        | Jirachi        | 385                    | Oțel      | Psihic    | Nu evoluează                    | Ruby and Sapphire | |
| Deoxys         | Deoxys         | 386                    | Psihic    | Psihic    | Nu evoluează                    | Ruby and Sapphire | Deoxys este capabil să schimbe între patru "forme" - Normal, Atac, Apărare și Viteză - fiecare dintre acestea diferă în funcție de valorile statului de bază, randamentul valorii efortului și aspectul.În jocurile Game Boy Advance, formele lui Deoxys se schimbă în funcție de jocul folosit; jocurile ulterioare permit jucătorilor să selecteze liber fiecare formă prin interacțiunea cu meteoriții găsiți în anumite locații din joc. |

### Forme Mega
| Nume englezesc | Nume japonez    | Număr Pokédex Național | Tipuri    | Tipuri    | Evoluează în | Prima apariție                | Note                                                                               |
| Nume englezesc | Nume japonez    | Număr Pokédex Național | Principal | Secundar  | Evoluează în | Prima apariție                | Note                                                                               |
| -------------- | --------------- | ---------------------- | --------- | --------- | ------------ | ----------------------------- | ---------------------------------------------------------------------------------- |
| Mega Sceptile  | Mega Jukain     | 254                    | Iarbă     | Dragon    | Nu evoluează | Omega Ruby and Alpha Sapphire |                                                                                    |
| Mega Blaziken  | Mega Bursyamo   | 257                    | Foc       | Luptător  | Nu evoluează | X and Y                       |                                                                                    |
| Mega Swampert  | Mega Laglarge   | 260                    | Apă       | Pământ    | Nu evoluează | Omega Ruby and Alpha Sapphire |                                                                                    |
| Mega Gardevoir | Mega Sirnight   | 282                    | Psihic    | Zână      | Nu evoluează | X and Y                       |                                                                                    |
| Mega Sableye   | Mega Yamirami   | 302                    | Întuneric | Fantomă   | Nu evoluează | Omega Ruby and Alpha Sapphire |                                                                                    |
| Mega Mawile    | Mega Kucheat    | 303                    | Oțel      | Zână      | Nu evoluează | X and Y                       |                                                                                    |
| Mega Aggron    | Mega Bossgodora | 306                    | Oțel      | Oțel      | Nu evoluează | X and Y                       |                                                                                    |
| Mega Medicham  | Mega Charem     | 308                    | Luptător  | Psihic    | Nu evoluează | X and Y                       |                                                                                    |
| Mega Manectric | Mega Livolt     | 310                    | Electric  | Electric  | Nu evoluează | X and Y                       |                                                                                    |
| Mega Sharpedo  | Mega Samehader  | 319                    | Apă       | Întuneric | Nu evoluează | Omega Ruby and Alpha Sapphire |                                                                                    |
| Mega Camerupt  | Mega Bakuuda    | 323                    | Foc       | Pământ    | Nu evoluează | Omega Ruby and Alpha Sapphire |                                                                                    |
| Mega Altaria   | Mega Tyltalis   | 334                    | Dragon    | Zână      | Nu evoluează | Omega Ruby and Alpha Sapphire |                                                                                    |
| Mega Banette   | Mega Juppeta    | 354                    | Fantomă   | Fantomă   | Nu evoluează | X and Y                       |                                                                                    |
| Mega Absol     | Mega Absol      | 359                    | Întuneric | Întuneric | Nu evoluează | X and Y                       |                                                                                    |
| Mega Glalie    | Mega Onigohri   | 362                    | Gheață    | Gheață    | Nu evoluează | Omega Ruby and Alpha Sapphire |                                                                                    |
| Mega Salamence | Mega Bohmander  | 373                    | Dragon    | Zburător  | Nu evoluează | Omega Ruby and Alpha Sapphire | Va taia o persoană pe jumătate cu aripile sale uriașe și nici măcar nu îi va păsa. |
| Mega Metagross | Mega Metagross  | 376                    | Oțel      | Psihic    | Nu evoluează | Omega Ruby and Alpha Sapphire |                                                                                    |
| Mega Latias    | Mega Latias     | 380                    | Dragon    | Psihic    | Nu evoluează | Omega Ruby and Alpha Sapphire |                                                                                    |
| Mega Latios    | Mega Latios     | 381                    | Dragon    | Psihic    | Nu evoluează | Omega Ruby and Alpha Sapphire |                                                                                    |
| Mega Rayquaza  | Mega Rayquaza   | 384                    | Dragon    | Zburător  | Nu evoluează | Omega Ruby and Alpha Sapphire |                                                                                    |

### Forme Primal
| Nume englezesc | Nume japonez   | Număr Pokédex Național | Tipuri    | Tipuri   | Evoluează în | Prima apariție                | Note |
| Nume englezesc | Nume japonez   | Număr Pokédex Național | Principal | Secundar | Evoluează în | Prima apariție                | Note |
| -------------- | -------------- | ---------------------- | --------- | -------- | ------------ | ----------------------------- | ---- |
| Primal Kyogre  | Genshi Kyogre  | 382                    | Apă       | Apă      | Nu evoluează | Omega Ruby și Alpha Sapphire  |      |
| Primal Groudon | Genshi Groudon | 383                    | Pământ    | Foc      | Nu evoluează | Omega Ruby and Alpha Sapphire |      |

## Recepție
Alex Carlson de la Hardcore Gamer a scris în 2014 că a treia generație de jocuri Pokémon nu a fost bine primită de fanii seriei, iar unii oameni au numit generația "cea mai slabă din istoria seriei". Acest lucru a fost în parte datorită faptului ca Ruby și Sapphire nu au permis jucatorilor să se transfere în Pokemon din generațiile anterioare și ca urmare, mulți Pokémoni mai vechi au fost complet indisponibili în jocuri până când au fost lansați Pokémon FireRed and LeafGreen cațiva ani mai târziu. Între timp, multe dintre noile modele Pokémon, cum ar fi cele pentru Torchic, Feebas, Luvdisc, Castform și Clamperl, au fost criticați ca fiind neoriginale.